# 肥沼信次
肥沼 信次（こえぬま のぶつぐ、1908年10月9日 - 1946年3月8日）は、日本の医学者。第二次世界大戦後のドイツで医療活動に尽力し、現地で病没した。ヴリーツェン市名誉市民、医学博士（ベルリン大学)

## 略歴

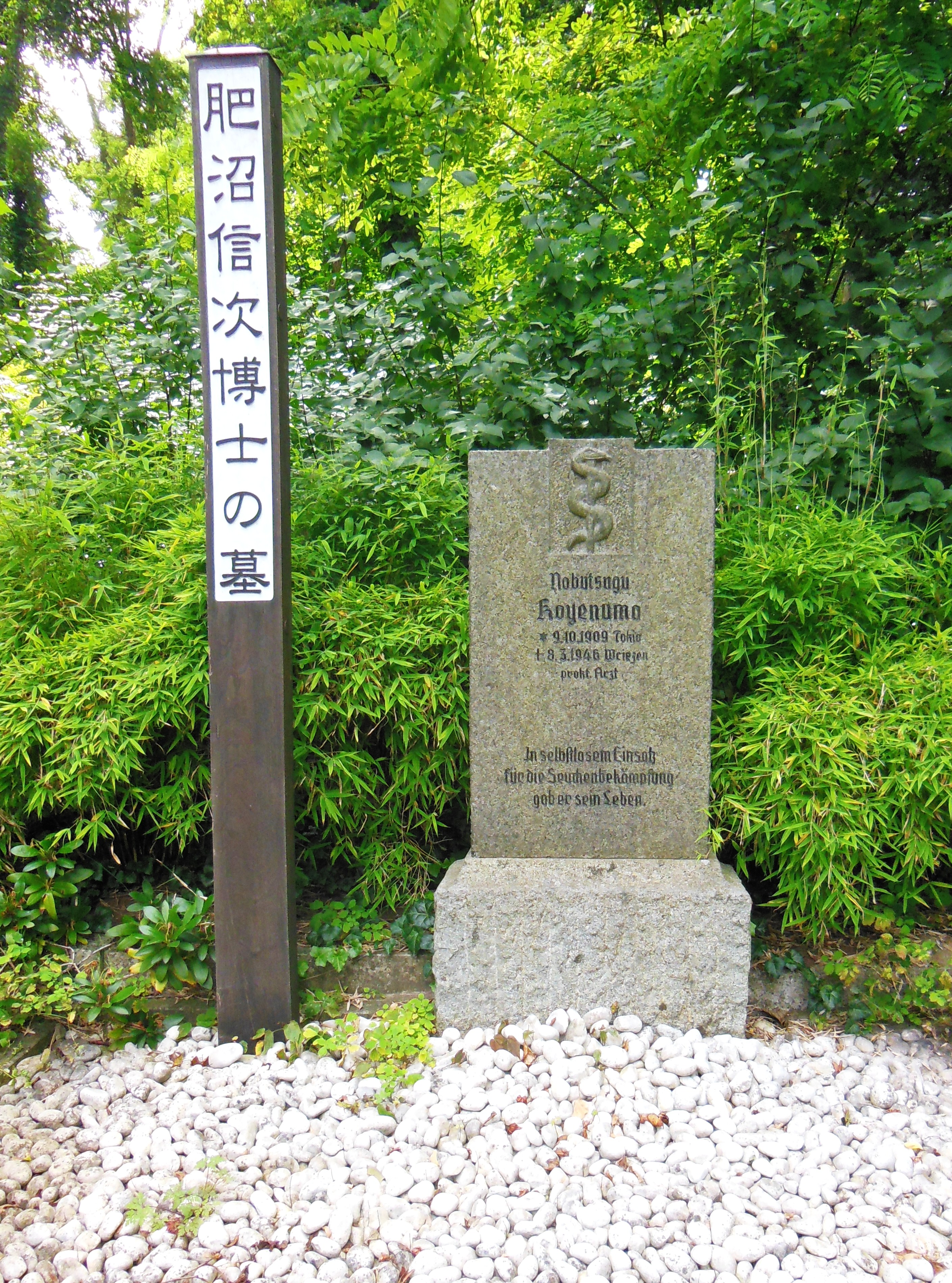
肥沼信次の墓

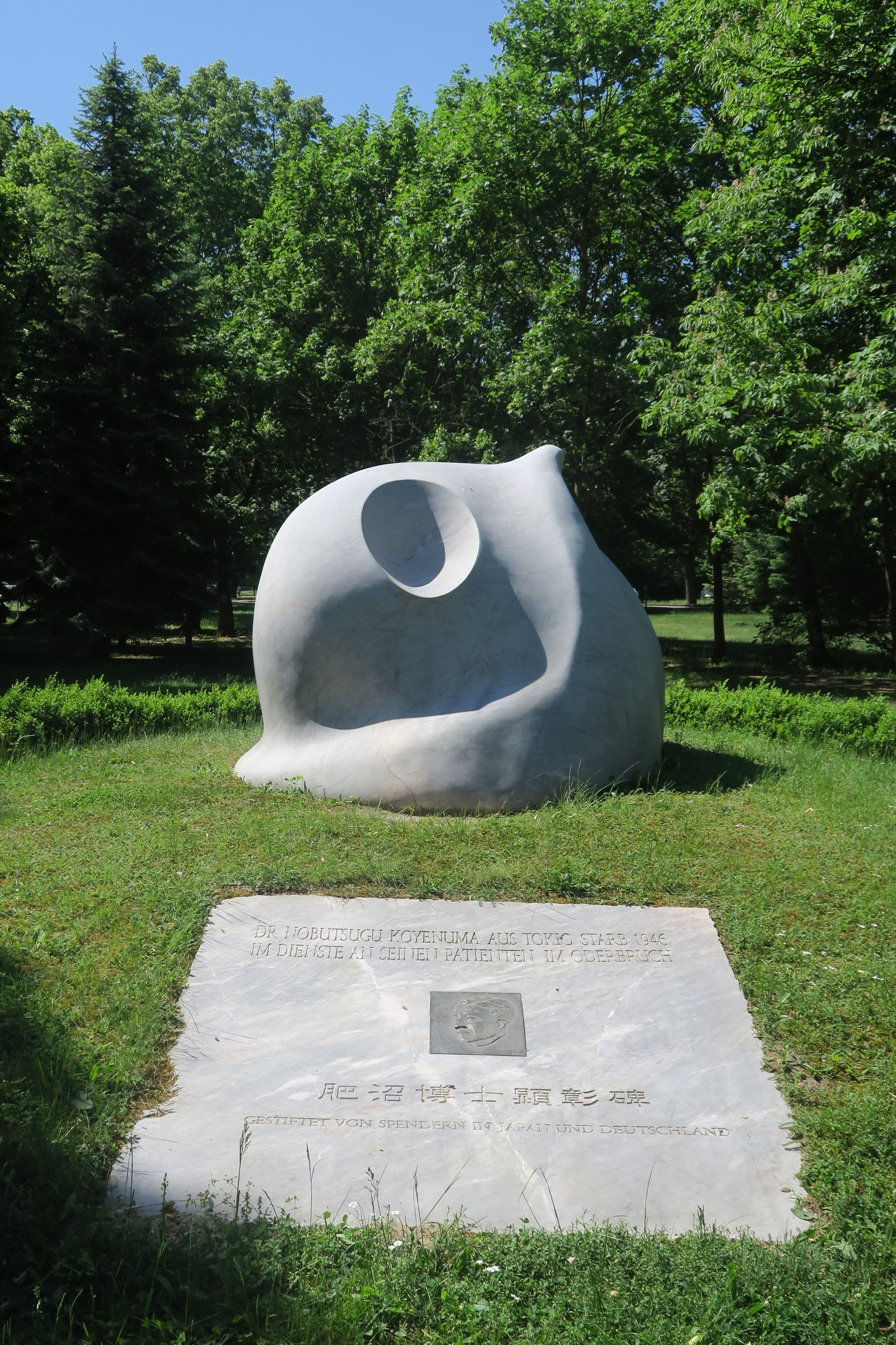
市庁舎前の公園にある肥沼医師の記念碑

1908年、東京の八王子の外科医・肥沼梅三郎とハツの次男（長男とも）として生まれる。父・梅三郎は済生学舎に学んだ軍医で、八王子市中町で医院を開業していた。信次の妹の梅治はのちに、子爵で日本医科大学細菌学研究所員の花園公栄に嫁いだ。
東京府立二中（現立川高校）を卒業後医学を志し、日本医科大学から東京帝国大学放射線研究室へと進み、1937年、日本政府の国費留学生としてドイツに渡り、ロベルト・コッホ研究所を経てベルリン大学医学部放射線研究室の客員研究員となる。実験と研究に打ち込み、1944年には同大医学部研究補助員として採用され、ベルリン大学医学部で東洋人として初の教授資格を取得。ベルリン陥落直前、日本大使館がバート・ガスタインに避難させた在留邦人のための帰国船の乗船リストに肥沼の名前もあったが、当日姿を現さず消息が途絶えた。
肥沼はドイツ軍人の未亡人母娘とともにベルリンから東北部の町エーベルスヴァルデに避難していたが、第二次世界大戦後、ドイツ占領ソ連軍が創設した隣町のヴリーツェン（Wriezen）の伝染病医療センター初代所長を命じられ、ドイツ人医師不在となった同地でチフス・コレラなどの疾病対策に力を尽くした。だが自身もチフスに罹患し、1946年3月8日、37歳で死去した。戦後消息を問い合わせた家族のもとに、1960年になって赤十字から死亡通知が届いた。

## 没後
1989年に朝日新聞にコエヌマ・ノブツグを尋ねる記事が載った。ヴリーツェン近郊の郷土博物館館長が地元で亡くなった日本人医師コエヌマに興味を持ち、アレクサンダー・フォン・フンボルト財団の研究所長経由で村田全が問い合わせたものだった。これに信次の弟・栄治が答えて交流が始まり、1992年にヴリーツェン市は肥沼に名誉市民の称号を与えた。1994年には同市で記念式典が開かれ、伝染病医療センターのあった市庁舎前に大理石の記念銘板が設置された。死の間際に信次が「桜が見たい」と言い残したという看護婦の言葉を受け、弟の栄治が100本の桜の苗木を同市に贈った。現在市内にはドクター・コエヌマ・ビーチパークと名付けられた運動施設がある。
肥沼の活動が縁となり、2017年7月10日、八王子市長らがヴリーツェン市を訪問して友好交流協定を結んだ。同年9月3日には生家跡に建てられた肥沼の顕彰碑が八王子市に寄贈された。同年9月30日には、ヴリーツェンのウベ・ジーベルト市長がこの顕彰碑や肥沼の墓所を訪れた。翌10月1日、ヴリーツェン市長も参加した八王子市「市制施行100周年記念式典」の市制100周年記念表彰にて、肥沼が特別顕彰された。
ヴリーツェン市の市民グループ「Dr.肥沼の偉業を後世に伝える会」では顕彰碑前を通る約400mの通りにヤエザクラの桜並木を整備する活動を行っている。

## 映像
- 世界・ふしぎ発見!（2002年05月18日 TBS放送 『第779回ドイツに散った日本人医師ベルリンの壁を越えて』 クイズ番組）
- ドイツが愛した日本人〜佐々木蔵之介が巡る、ある医師の物語〜（2017年2月5日 読売テレビ制作　ドキュメンタリー番組）
- 世界ナゼそこに?日本人 〜知られざる波瀾万丈伝〜（2019年3月4日テレビ東京制作 ドキュメンタリー番組）
- 世界ナゼそこに?日本人 ～知られざる波瀾万丈伝～ 2019年4月13日テレビ東京制作ドキュメンタリー番組)

## 関連書
- 舘澤 貢次 (著), かどた ひろし (イラスト) 『リーツェンの桜』1-3､双葉社( アクションコミックス)
- 絵本『ドイツ人に敬愛された医師肥沼信次』　作：舘澤貢次、絵：かこさとし、瑞雲舎、2003年
- 絵本『ヴリーツェンの風の中で』文・なかむら ちゑ、絵・安藤 香子、開発社、2015年８月５日
- 本木達也『八王子だるまの作者 井上竹次郎伝』鳥影社 - 井上は肥沼家の親族[9]